# Fritz Krause (Physiker)
Fritz Krause (* 14. März 1927 in Groß Särchen; † 28. Februar 2024) war ein deutscher Mathematiker und Astrophysiker.

## Leben
Gustav Emil Fritz Krause besuchte ab Januar 1946 die Pädagogische Fachschule Gotha und ging von dort zum Studium an die Friedrich-Schiller-Universität Jena. Er legte die Reifeprüfung 1947 an der Vorstudienschule der Universität ab, begann aber schon im Wintersemester 1946 mit dem Studium der Mathematik bei Walter Brödel und der Physik bei Friedrich Hund. Das Mathematik-Studium wurde 1951 mit der Arbeit „Die Ponceletschen Polygone“ abgeschlossen. Die Promotion erfolgte 1958 bei Walter Brödel mit der Arbeit Zur konformen Geometrie der dreifachen Orthogonalsysteme am Institut für Reine Mathematik.
1958 wurde Krause wissenschaftlicher Mitarbeiter am Institut für Magnetohydrodynamik Jena der Deutschen Akademie der Wissenschaften zu Berlin unter Leitung von Max Steenbeck. Er arbeitete hier zuerst über Niederdruckplasmen und die Thermodynamik irreversibler Prozesse, später über den Ursprung des kosmischen Magnetismus als Ergebnis eines universellen magnetohydrodynamischen Dynamoprozesses. Im Rahmen dieser Arbeiten habilitierte er sich 1968 an der Mathematisch-Naturwissenschaftlichen Fakultät der Universität Jena mit der Thesis „Eine Lösung des Dynamoproblems auf der Grundlage einer linearen Theorie der magnetohydrodynamischen Turbulenz“.
Ab 1972 leitete Fritz Krause den Bereich „Physik kosmischer Magnetfelder“ am damaligen Zentralinstitut für Astrophysik Potsdam, zu dem auch Abteilungen zur Photometrie und Spektroskopie magnetischer Sterne gehörten. Er war seit 1980 Mitglied der Deutschen Akademie der Naturforscher Leopoldina. Er gehörte seit dieser Zeit viele Jahre dem Redaktionskollegium der Fachzeitschrift Astronomische Nachrichten an.

## Wissenschaftliches Wirken
Fritz Krause entwickelte die Mathematik der Dynamotheorie kosmischer Magnetfelder und wandte sie auf Planeten, Sterne und später auch Galaxien an. Die in den ersten Publikationen vorgestellten mathematischen Methoden für eine Elektrodynamik turbulenter Medien entwickelten sich zum Auftakt zahlreicher späterer Untersuchungen anderer Autoren. Die ursprünglich deutsch geschriebenen Publikationen wurden bald nach ihrem Erscheinen von P. H. Roberts und M. Stix ins Englische übersetzt und gehören seitdem zu den Grundsteinen des mittlerweile eigenständigen Wissenschaftszweiges Dynamotheorie. Die damals eingeführten Benennungen (α-Effekt, α-Ω-Dynamo, Schraubensinn) sind größtenteils noch heute im Gebrauch.
Die aus der Mathematik folgende neue Idee war, dass in Turbulenzen mit einem bevorzugten Schraubensinn – wie er in rotierenden Himmelskörpern allgemein existiert – die stochastischen Bewegungen nicht nur großräumige Magnetfelder zerstören, was schon bekannt war, sondern über den α-Effekt auch gleichzeitig erzeugen. Die auf diese Weise modifizierte Grundgleichung der Elektrodynamik erlaubt Lösungen mit großräumigen Magnetfeldern von Dipol- oder Quadrupolgeometrie, die man – wie es in der Astrophysik und der Geophysik seit Jahrhunderten geschieht – im Außenraum vermessen kann. Je nach Stärke der differentiellen Rotation im Inneren der Himmelskörper bilden sich Gleich- oder Wechselfelddynamos, die sich im zeitlichen Verhalten und in der Geometrie der induzierten Magnetfelder stark voneinander unterscheiden.
Einen Sonderfall bilden die Magnetfelder der Galaxien, deren Inneres durch direkte Beobachtungen gut bekannt ist. Unter dem Einfluss der galaktischen Rotation führt die vertikal stark geschichtete interstellare Turbulenz zu einem komplizierten tensoriellen α-Effekt, der im Zusammenspiel mit der differentiellen Rotation und dem galaktischen Wind („galactic fountains“) ausgedehnte Magnetfelder vom Quadrupoltyp erzeugt, so wie sie auch beobachtet werden. Ein noch ungelöstes Problem stellt die Herkunft der nötigen schwachen Saatfelder dar, die nicht die falsche Symmetrie haben dürfen.

## Bücher
- mit K.-H. Rädler: Elektrodynamik der mittleren Felder in turbulenten leitenden Medien und Dynamotheorie. In: R. Rompe, M. Steenbeck (Hrsg.): Ergebnisse der Plasmaphysik und der Gaselektronik. Band II, Akademie-Verlag, Berlin 1971.
- mit K.-H. Rädler: Mean-field magnetohydrodynamics and dynamo tΩheory. Pergamon Press, Oxford / Akademie-Verlag, Berlin 1980.
- mit K.-H. Rädler und G. Rüdiger: The cosmic dynamo. Proceedings of the 157th International Astronomical Union Symposium. Kluwer, Dordrecht 1993.